# Robert Rössle
Robert Rössle (Augusta, 19 agosto 1876 – Berlino, 21 novembre 1956) è stato un patologo tedesco.

## Biografia
Nel 1900 conseguì il suo dottorato in medicina presso Monaco di Baviera e lavorò presso l'Istituto patologico dell'Università di Kiel. Dal 1911 al 1921, fu professore di patologia generale e anatomia patologica presso l'Università di Jena, e dal 1922 al 1929 ebbe una posizione simile a Basilea. Nel 1929 succedette a Otto Lubarsch (1860-1933) nel dipartimento di patologia presso la Charité di Berlino, dove rimase fino al 1948.
Rössle svolse delle indagini patologiche in diversi aspetti della medicina, tra cui malattie del fegato, allergie, infiammazioni, patologia cellulare e geriatria. Descrisse gli aspetti associati a una forma di cirrosi biliare secondaria che una volta fu chiamata "sindrome di Hanot-Rössle" (chiamata in congiunzione con il medico francese Victor Charles Hanot (1844-1896)).
Rössle pubblicò oltre 300 articoli di medicina e fu editore di 39 volumi di Archiv für Pathologische Anatomie und Physiologie und für Klinische Medizin di Virchow (ora: Virchows Archiv).
Il Robert-Rössle-Hospital and Tumor Institute è stato nominato in suo onore. Si trova presso il Max-Delbrück-Center of Molecular Medicine presso l'Università Humboldt di Berlino